# BAC Nord
BAC Nord è un film del 2020 diretto da Cédric Jimenez.
La trama è ispirata allo scandalo che ha colpito la squadra anticrimine (BAC) di Marsiglia nel 2012, quando 18 suoi agenti sono stati arrestati per traffico di droga e racket.
La sceneggiatura sposa la tesi dell'assoluta innocenza dei poliziotti indagati, descritti come vittime del sistema, e offre uno spaccato delle società dei sobborghi di Marsiglia come del tutto criminale, rappresentando gli abitanti delle case popolari, per lo più di colore, come arroganti, violenti e armati. L'ideologia sottostante al film è stata causa di forti critiche, soprattutto dalla stampa di sinistra.

## Trama
Nel 2012, i quartieri nord di Marsiglia sono in testa alla maggior parte dei tassi di criminalità in Francia. Tre agenti della Brigade anti-criminalité, Greg, Antoine e Yass, dopo essersi lamentati a lungo per non avere il giusto supporto nel combattere la criminalità in quei quartieri, vengono investiti di un compito molto delicato per smantellare lì un grande traffico di droga. Il prefetto ha infatti intenzione di riscuotere un bel successo e il loro capo Jerome, autorizza informalmente a pagare l'informatrice, contattata da Antoine, che chiede 5 kg di droga leggera, come compenso. Non potendo toccare le prove in possesso della polizia, i tre cominciano a sequestrare la droga necessaria, fermando gli acquirenti che di notte si riforniscono dagli spacciatori. Un lavoro molto lungo che finisce per infastidire gli spacciatori presi di mira, col risultato di bruciare la loro copertura. Così quando una squadra di colleghi chiede aiuto in zona, la squadra di Greg si tira indietro determinando un dissidio interno molto acceso. A ristabilire la pace è proprio il capo, Jerome, che, spiegata la situazione, invita le due squadre a collaborare per raggiungere i famosi 5 kg di droga, spostandosi nel centro della città.
Raggiunto l'obiettivo, l'informatrice dà la dritta giusta e l'operazione è messa in atto. Con grandi mezzi e rischi enormi, si rivelerà un grandissimo successo, con il solo Yass che riporterà una ferita comunque guaribile.
Nonostante il grande successo, poco tempo dopo parte un'indagine interna che accusa Greg, Antoine e Yass di spaccio di droga. A peggiorare la situazione viene meno l'appoggio del superiore Jerome che aveva informalmente dato loro il via libera all'operazione di raccolta per soddifare la richiesta dell'informatrice. Se Antoine ne svelasse l'identità potrebbe scampare la maggior parte delle accuse, ma prima di tutto viene l'etica professionale e la promesso di copertura alla giovane Amel, grazie alla quale l'operazione di polizia ha avuto il successo che ha avuto, non può essere messa in discussione.
La detenzione però finisce per cambiare le cose, con Yass che ha appena avuto un figlio dalla compagna Nora e vuole stare loro vicino, e con Greg che comincia ad avere problemi di tenuta psicologica. Pur nella difficoltà di comunicare reciprocamente, Yass riesce a convincere Antoine che la scelta migliore per tutti è tradire l'informatrice, cosa che con grande riluttanza poi viene effettuata.
Come previsto, la cattura dell'informatrice chiarisce le circostanze legate alla principale imputazione e, pertanto, per i tre ci sarà un parziale ritorno alla normalità.
Nelle informazioni fornite al termine della vicenda, scopriamo infatti che il solo Yass rimarrà in polizia, dove assumerà incarichi sindacali, mentre Antoine diventerà un infermiere carcerario e Greg, espulso dalla polizia, diventerà un agente della municipale.

## Distribuzione
Il film sarebbe dovuto essere distribuito nelle sale cinematografiche francesi a partire dal 23 dicembre 2020, ma è stato posticipato a causa della pandemia di COVID-19 in Francia, venendo quindi presentato in anteprima il 12 luglio 2021 alla 74ª edizione del Festival di Cannes, fuori concorso. È stato infine distribuito in Francia a partire dal 18 agosto 2021.
Netflix ne ha acquisito i diritti di distribuzione internazionali, e dunque italiani, nel luglio 2021, distribuendolo sulla propria piattaforma di streaming il 17 settembre dello stesso anno.